# Ханбиев, Ахмед Джабраилович
Ахмед Джабраилович Ханбиев (род. 25 сентября 2000 года, г. Гудермес, Чеченская Республика) — российский боец смешанных боевых искусств чеченского происхождения, представитель легкой весовой категории. Выступает на профессиональном уровне, начиная с 2022 года. Мастер спорта России по спортивной борьбе.

## Биография
Ахмед Ханбиев родился 25 сентября 2000 года, в городе Гудермес, ЧР. По национальности чеченец.
С раннего возраста начал заниматься вольной борьбой, выигрывал различные соревнования межрегионального и всероссийского уровня.
Позже проявил интерес к ММА, начал тренироваться в Бойцовском клубе «AKHMAT».
Становился Чемпионом России по Грэпплингу, Чемпионом СКФО по ММА и Боевому Самбо, Обладателем Кубка Кавказа по ММА 2020, Чемпионом различных соревнований регионального и всероссийского уровня.
Дебютировал в смешанных единоборствах на профессиональном уровне в сентябре 2022 года, удосрочив своего соперника на 30-й секунде первого раунда в рамках турнира Battle of Champions 33.

## Статистика ММА
| Боёв 3   | Побед 3 | Поражений 0 |
| -------- | ------- | ----------- |
| Нокаутом | 1       | 0           |
| Сдачей   | 1       | 0           |
| Решением | 1       | 0           |

| Результат | Рекорд | Соперник         | Способ                 | Турнир                        | Дата | Раунд | Время | Место               | Примечание |
| --------- | ------ | ---------------- | ---------------------- | ----------------------------- | ---- | ----- | ----- | ------------------- | ---------- |
| Победа    | 3-0    | Бахтовар Таекиев | Технический нокаут     | ACA YE 42 ACA Young Eagles 42 |      | 1     | 3:38  | Грозный, Россия     |            |
| Победа    | 2-0    | Хамзат Ойсаев    | Решение (Единогласное) | ACA YE 33 ACA Young Eagles 33 |      | 3     | 5:00  | Толстой-Юрт, Россия |            |
| Победа    | 1-0    | Александр Лаптев | Удушающий приём        | Battle of Champions 33        |      | 1     | 0:30  | Москва, Россия      |            |